# Anselmo Jover Peralta
Anselmo Jover Peralta (*Carapeguá, 1895-†Assunção, 1970) foi um sociólogo, professor, ensaísta, poeta, linguista, político e socialista paraguaio. Foi um conhecido guaraniólogo, tendo contribuído para o estudo das variedades da língua guarani do Paraguai, Sul do Brasil e Norte da Argentina. Foi membro e militante do Partido Revolucionário Febrerista.

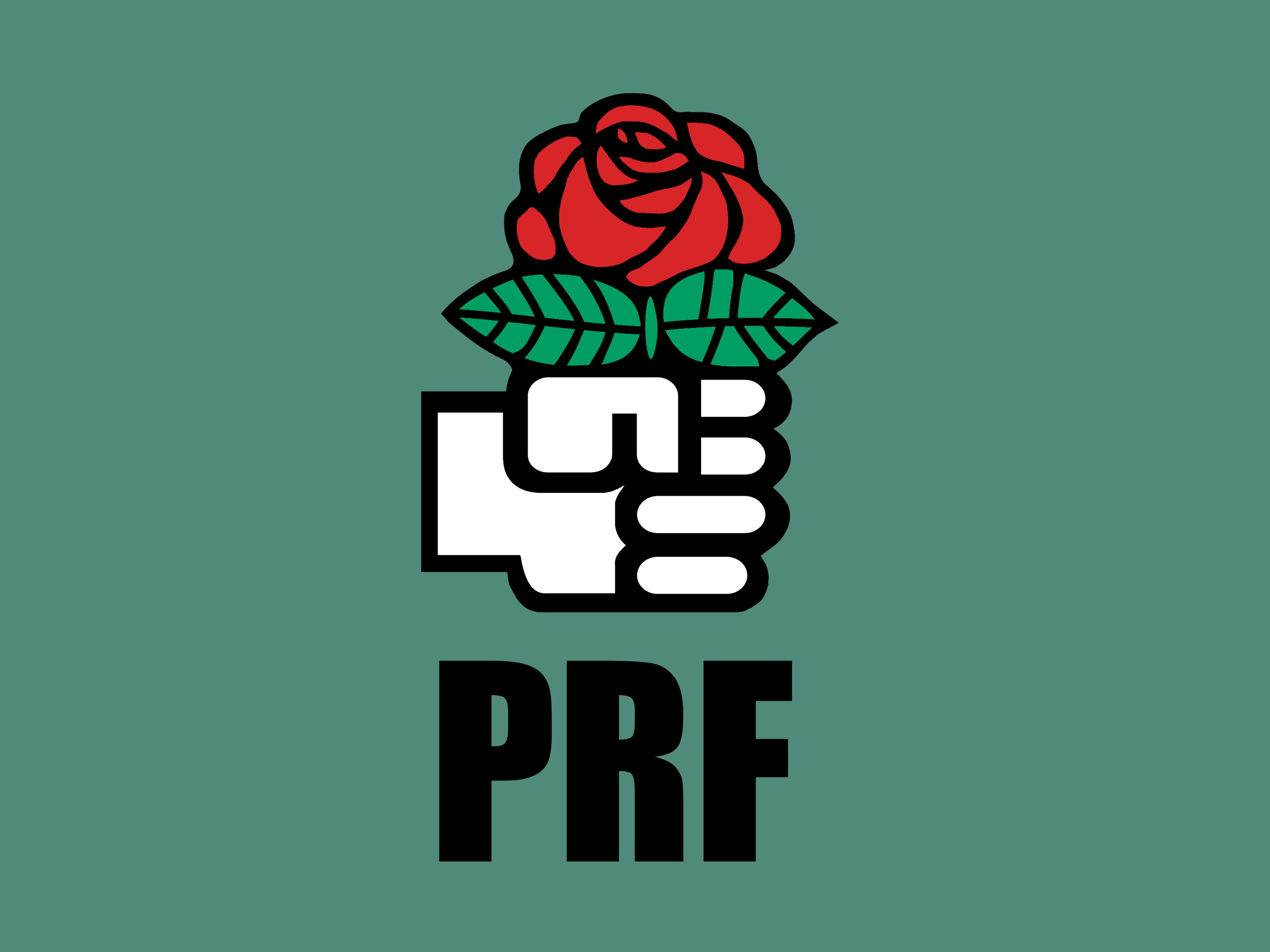
Bandeira do Partido Revolucionário Febrerista.

## Biografia
Anselmo Jover Peralta nasceu na cidade de Carapeguá, Departamento de Paraguarí, no dia 21 de abril de 1895, e faleceu no dia 21 de junho de 1970 no Hospital de Clínicas de Assunção. Seus restos mortais encontram-se no Cemitério da Recoleta. Foi casado com Dona Matilde Luzia Pane e sua única filha chama-se María de Jesús Matilde. Estudou na Escuela Normal de Assunción e na Escuela Normal de Montevideo. Na capital do Uruguai, obteve o título de professor de segundo grau.
Também obteve o diploma de bacharel no Colegio Nacional de la Capital, no Paraguai, e estudou direito na Universidade Nacional de Assunção.

### Ensino
Foi professor na Escula Normal, e no Colegio Nacional de la Capital, em Assunção, junto a Lidia Frutos de Gonzalez.

### Atuação jornalística e cultural
Participou da redação do jornal El Diario. Junto com Federico García, fundaria, em 1919, a revista Pórtico. Participou também da fundação da Academia Paraguaia da Língua Espanhola, em 30 de junho de 1927.

### Militância política
Em sua juventude, Jover Peralta foi membro do PLRA, chegando a ocupar uma banca na Câmara de Deputados. No entanto, nos anos 20, converteu-se ao socialismo, corrente política a que permaneceria fiel até sua morte. Participou da Revolução de fevereiro de 1936, onde ocupou os cargos de Ministro de Justiça, de Culto Religioso e de Instrução Pública. Durante seu período como ministro, foi criada a Faculdade de Odontología e a Faculdade de Ciências Económicas da Universidade Nacional de Assunção. Representou diplomaticamente o Paraguai frente aos governos do México, Cuba, e Colômbia. Sabe-se de sua intenção de fundar, no ano da revolução, um Partido Socialista, através da fusão da União Nacional Revolucionária e do Partido Comunista Paraguaio. No entanto, Oscar Creydt, um dirigente comunista da época, rejeitou sua oferta, e a fusão dos dois partidos de esquerda nunca aconteceu.
Com a queda do governo revolucionário, no dia 13 de agosto de 1937, Jover Peralta vai para exílio em Buenos Aires, juntamente com muitos outros febreristas. Do exílio, funda, em 1938, o Partido Revolucionário Paraguaio, de breve duração, que tentou se consolidar como o partido da revolução do 36.
Peralta segue militando pelo Movimento Febrerista nos anos 1940 e permanece no partido até 1951, ano da fundação do PRF, partido efetivo da revolução socialista.

## Obras destacadas
- Escuelas Literarias (1925)
- Sobre la reforma educacional (1926)
- Sobre enseñanza de la literatura (1929)
- Nuestra defensa (1931)
- El bilingüismo en América (1936)
- Vida y Pasión de la Mujer Paraguaya (1941)
- Cancionero del Mate (Buenos Aires, 1942, con el seudónimo de Luzán del Campo)
- El Paraguay Revolucionario (1946)
- Toponimia guaraní y Onomástica guaraní (1949
- Diccionario guarani-español (1949)
- El guaraní en la geografía de América (1950)